# شايلر بارك (إلينوي)
شايلر بارك (بالإنجليزية: Schiller Park, Illinois)‏ هي قرية تقع في الولايات المتحدة في إلينوي. يقدر عدد سكانها بـ 11,793 نسمة .

## الموقع الجغرافي
الموقع الجغرافي للمناطق المحيطة بهذه النقطة هو كالتالي:

## توأمة
لشايلر بارك (إلينوي) اتفاقيات توأمة مع:
- كابورسو